# Nova economia clássica
A nova economia clássica ou escola das expectativas racionais emerge como escola de macroeconomia durante os anos 1970.  Oposta à  economia keynesiana, construiu sua análise inteiramente a partir de modelos da economia neoclássica.
A nova economia clássica destaca particularmente a  importância das ações dos indivíduos como agentes racionais, que baseiam suas escolhas em modelos microeconométricos. A chamada nova economia keynesiana desenvolveu-se  parcialmente em resposta aos pressupostos dos novos clássicos, procurando estabelecer microfundamentos para a análise econômica - isto é, buscando uma redução da macroeconomia à microeconomia.
Vários pressupostos são comuns à maioria dos modelos da nova economia  clássica. Antes de tudo, assume-se que os agentes são racionais (tentam portanto maximizar a própria utilidade) e têm  expectativas racionais. Além disso, pressupõe-se que a macroeconomia tem um único equilíbrio em pleno emprego que é atingido através do ajustamento entre preços e salários (equilíbrio de mercado).
O mais famoso modelo novo clássico é o da teoria dos ciclos reais de negócios (Real business cycle ou  RBC), construído a partir da ideia de John Muth, entre outros, e desenvolvido por Robert Lucas, Thomas J. Sargent, Robert Barro, Finn E. Kydland e Edward Prescott.
Nos meios universitários dos Estados Unidos, há intensa rivalidade intelectual entre os novos keynesianos, como Paul Krugman, Joseph Stiglitz e Jeffrey Sachs, e os novos clássicos.